# Olofshöjd
Olofshöjd är ett studentbostadsområde beläget i stadsdelen Krokslätt i Göteborg. Det består av ett flertal 3+3-vånings tegelhus. Med sina 1 391 bostäder är det Göteborgs största studenthem. Studentbostäderna ägs och sköts av Stiftelsen Göteborgs Studentbostäder (SGS).
Olofshöjd är ett populärt område för studerande vid Göteborgs universitet (den delen som är vid universitetsområdet Humanisten) och Chalmers Campus Johanneberg. Det är ca 10-15 min gångavstånd till respektive campus, och till Kungsportsavenyn. Det är nära till kollektivtrafik. Det finns ett par grillplatser. Området är lummigt och grönt.
Området stod färdigt 1968, då känt som Krokslätts Studenthem. Ansvariga arkitekter var Johan  Tuvert och Per Rune Semrén  och  byggherre  Göteborgs Stads bostadsaktiebolag.